# Bandera de Letonia

Pabellón naval de Letonia.

La bandera nacional de Letonia ("karogs") fue adoptada por primera vez el 18 de noviembre de 1918 y fue readoptada el 27 de febrero de 1990. Su diseño fue declarado oficialmente por el Parlamento como bandera nacional el 15 de junio de 1921. Letonia se había declarado estado independiente en 1918 y la bandera fue usada hasta la pérdida de su soberanía en 1940.
La bandera de Letonia está compuesta por tres franjas, la superior y la inferior son de color granate y la central, blanca. Las proporciones de las franjas son de 2:1:2. De esta forma, las franjas de color granate poseen un grosor equivalente al doble de la central. La relación entre el largo y el ancho de la bandera es de 2:1. El color rojo es de tonalidad oscura, granate, definido en sistema Pantone como 1807, y es denominado rojo letón.
Está documentado desde la segunda mitad del siglo XIII el uso en tribus letonas de estandartes de color rojo con una banda central de color blanco. Estas pruebas documentales fueron localizadas por Jekabs Lautenbahs-Jusmins, un investigador del folclore letón, en la Crónica de la Orden de Livonia (“Livländische Reimchronik”), obra en la que se relatan diversos acontecimientos que tuvieron lugar en tierras letonas hasta 1290. El artista Ansis Cirulis, basándose en las descripciones del estandarte de las tribus letonas que se recogen en la obra mencionada, elaboró el diseño de la bandera que fue presentado en mayo de 1917.

## Otras banderas

Estandarte presidencial de Letonia.
Estandarte del Primer Ministro de Letonia.
Estandarte presidencial del Saeima.
Estandarte del Ministro de Defensa.
Bandera de proa

## Banderas similares

Bandera de Austria

## Banderas históricas

Bandera del Ducado de Curlandia y Semigalia (1562-1795)
Bandera de Letonia (1918-1940)
Bandera de la República Soviética Socialista de Letonia (1918-1920)
Bandera de la República Socialista Soviética de Letonia (1953-1967)
Bandera de la República Socialista Soviética de Letonia (1967-1990)
Reverso de la bandera de la Segunda República Socialista Soviética de Letonia

- Datos: Q130449
- Multimedia: National flag of Latvia / Q130449